# Лінн Ремсі
Лінн Ре́мсі (англ. Lynne Ramsay; нар. 5 грудня 1969, Глазго, Шотландія) — шотландська кінорежисерка, сценаристка, продюсерка та кінооператорка.

## Біографія та кар'єра
Народилася 5 грудня 1969 року в Глазго, Шотландія. Вивчала техніку й мистецтво фотографії в технологічному коледжі Нейпіра в Единбурзі. У 1995 році закінчила британську Національну школу кіно і телебачення у Біконсфілді (Бакінгемшир, Англія).
Як режисерка повнометражного проекту Лінн Ремсі дебютувала в 1999 році, знявши за власним сценарієм фільм «Щуролов». (англ. Ratcatcher). Фільм «Морверн Каллар» вийшов через три роки, у 2002-му; як і «Щуролов», він був відзначений цілою низкою різних кінопремій.
Фільми Лінн Ремсі охоплюють тематику дитинства та підліткового періоду, а також теми горя, що повторюються, провини і смерті та їхніми наслідками. Вони містять небагато діалогів та явної сюжетної експозиції, натомість вони використовують зображення, яскраві деталі, музику та звуковий дизайн для створення власних світів.
У квітні 2013 року Лінн Ремсі входила до складу міжнародного журі на 66-му Каннському кінофестивалі, очолюваного Стівеном Спілбергом. У 2015 році вона була членом журі головного конкурсу на 72-му Венеційському кінофестивалі.
Фільм Лінн Ремсі 2017 року «Тебе ніколи тут не було» входив до основної конкурсної програми 70-го Каннського міжнародного кінофестивалю, змагаючись за головний приз — «Золоту пальмову гілку». Ремсі отримала приз за найкращий сценарій до фільму, а виконавець головної ролі Хоакін Фенікс — приз за найкраще виконання чоловічої ролі.
Після перерви у 8 років у 2025 році вийшла чорна трагікомедія Ремсі «Здохни, коханий» із Дженніфер Лоуренс та Робертом Паттінсоном у головних ролях.
З 2002 року Лінн Ремсі одружена з музикантом Рорі Стюартом Кіннером.

## Громадська позиція
У липні 2018 підтримала петицію Асоціації французьких кінорежисерів на захист ув'язненого у Росії українського режисера Олега Сенцова.

## Фільмографія
|      | Рік | Назва українською       | Оригінальна назва           | Режисер | Сценарист | Продюсер | Оператор |
| ---- | --- | ----------------------- | --------------------------- | ------- | --------- | -------- | -------- |
| 1997 | к/м | Маленькі смерті         | Small Deaths                | Так     | Так       |          | Так      |
| 1997 | к/м | Газівник                | Gasman                      | Так     | Так       |          |          |
| 1999 |     | Щуролов                 | Ratcatcher                  | Так     | Так       |          |          |
| 2000 | к/м | Убийте день             | Kill the Day                | Так     |           | Так      |          |
| 2002 |     | Морверн Каллар          | Morvern Callar              | Так     | Так       |          |          |
| 2011 |     | Щось не так з Кевіном   | We Need to Talk About Kevin | Так     | Так       |          |          |
| 2012 | к/м | Плавець                 | Swimmer                     | Так     |           |          |          |
| 2017 |     | Тебе ніколи тут не було | You Were Never Really Here  | Так     | Так       | Так      |          |
| 2025 |     | Здохни, коханий         | Die, My Love                | Так     | Так       |          |          |
| Н/Д  |     | Поляріс                 | Polaris                     | Так     | Так       |          |          |

## Визнання
| Рік                                                          | Категорія                                                   | Фільм                          | Результат |
| ------------------------------------------------------------ | ----------------------------------------------------------- | ------------------------------ | --------- |
| Каннський міжнародний кінофестиваль                          |                                                             |                                |           |
| 1996                                                         | «Золота пальмова гілка» за найкращий короткометражний фільм | Маленькі смерті                | Номінація |
| 1996                                                         | Приз журі                                                   | Маленькі смерті                | Перемога  |
| 1998                                                         | «Золота пальмова гілка» за короткометражний фільм           | Газівник                       | Номінація |
| 1998                                                         | Приз журі                                                   | Газівник                       | Перемога  |
| 1999                                                         | Приз «Особливий погляд»                                     | Щуролов                        | Номінація |
| 2002                                                         | Приз молодих за іноземний фільм                             | Морверн Каллар                 | Перемога  |
| 2002                                                         | Приз Міжнародної конфедерації художнього кіно (C.I.C.A.E.)  | Морверн Каллар                 | Перемога  |
| 2011                                                         | Золота пальмова гілка                                       | Щось не так з Кевіном          | Номінація |
| 2017                                                         | Золота пальмова гілка                                       | Тебе ніколи тут не було        | Номінація |
| 2017                                                         | Приз за найкращий сценарій                                  | Тебе ніколи тут не було        | Перемога  |
| Кінофестиваль короткометражних фільмів у Клермон-Феррані     |                                                             |                                |           |
| 1997                                                         | Спеціальний приз журі                                       | Убийте день                    | Перемога  |
| Премія BAFTA, Шотландія                                      |                                                             |                                |           |
| 1997                                                         | Найкращий короткометражний фільм                            | Газівник                       | Перемога  |
| Європейський кінофестиваль короткометражних фільмів у Бресті |                                                             |                                |           |
| 1997                                                         | Французький Гран-прі                                        | Убийте день                    | Перемога  |
| Премія BAFTA                                                 |                                                             |                                |           |
| 1998                                                         | Найкращий короткометражний фільм                            | Газівник                       | Номінація |
| 2002                                                         | Приз Александра Корди за найкращий британський фільм        | Щуролов                        | Номінація |
| 2002                                                         | Приз Карла Формена багатообіцяючому новачку                 | Щуролов                        | Перемога  |
| 2012                                                         | Приз Александра Корди за найкращий британський фільм        | Щось не так з Кевіном          | Номінація |
| 2012                                                         | Приз Девіда Ліна за найкращу режисуру                       | Щось не так з Кевіном          | Перемога  |
| 2013                                                         | Найкращий короткометражний фільм                            | Плавець                        | Перемога  |
| Атлантичний кінофестиваль                                    |                                                             |                                |           |
| 1900                                                         | Найкращий міжнародний короткометражний фільм або відео      | Газівник                       | Перемога  |
| Міжнародний кінофестиваль у Чикаго                           |                                                             |                                |           |
| 1998                                                         | Золота таріль за найкращий художній короткометражний фільм  | Газіник                        | Перемога  |
| 1999                                                         | Срібний Г'юго найкращому режисерові                         | Щуролов                        | Перемога  |
| 2002                                                         | Золотий Г'юго за найкращий художній фільм                   | Морверн Каллар                 | Номінація |
| Міжнародний кінофестиваль у Локарно                          |                                                             |                                |           |
| 1998                                                         | Леопарди завтрашнього — Найкращий фільм                     | Газівник                       | Перемога  |
| Нагороди Британського кіноінституту                          |                                                             |                                |           |
| 1999                                                         | Сазерленд Трофі                                             | Щуролов                        | Перемога  |
| Британські нагороди незалежного кіно                         |                                                             |                                |           |
| 1999                                                         | Найкращий сценарій                                          | Щуролов                        | Номінація |
| 1999                                                         | Приз Дугласа Нікокса                                        | Щуролов                        | Перемога  |
| 2000                                                         | Найкращий режисер                                           | Морверн Каллар                 | Номінація |
| 2000                                                         | Найкращий сценарій                                          | Морверн Каллар                 | Номінація |
| 2011                                                         | Найкращий режисер                                           | Щось не так з Кевіном          | Перемога  |
| 2011                                                         | Найкращий сценарій                                          | Щось не так з Кевіном          | Номінація |
| Гентський міжнародний кінофестиваль                          |                                                             |                                |           |
| 1999                                                         | Гран-прі                                                    | Щуролов                        | Номінація |
| 2011                                                         | Гран-прі                                                    | Щось не так з Кевіном          | Номінація |
| 2011                                                         | Приз аудиторії                                              | Щось не так з Кевіном          | Перемога  |
| Единбурзький міжнародний кінофестиваль                       |                                                             |                                |           |
| 1999                                                         | Приз нових режисерів                                        | Щуролов                        | Перемога  |
| Ризький міжнародний кінофорум «Арсенали»                     |                                                             |                                |           |
| 2000                                                         | Приз ФІПРЕССІ                                               | Щуролов                        | Перемога  |
| Братиславський міжнародний кінофестиваль                     |                                                             |                                |           |
| 2000                                                         | Гран-прі                                                    | Щуролов                        | Перемога  |
| 2002                                                         | Гран-прі                                                    | Морверн Каллар                 | Номінація |
| Лондонське коло кінокритиків                                 |                                                             |                                |           |
| 2000                                                         | Режисер року                                                | 'Щуролов                       | Перемога  |
| 2012                                                         | Режисер року                                                | Щось не так з Кевіном          | Номінація |
| Міжнародний кінофестиваль у Сан-Себастьяні                   |                                                             |                                |           |
| 2002                                                         | Приз ФІПРЕССІ режисерові року                               | Морверн Каллар                 | Перемога  |
| Асоціація кінокритиків Лос-Анджелеса                         |                                                             |                                |           |
| 2002                                                         | Нагорода Нова генерація                                     | Морверн Каллар                 | Перемога  |
| Талліннський кінофестиваль «Темні ночі»                      |                                                             |                                |           |
| 2011                                                         | Приз журі найкращому режисерові                             | Щось не так з Кевіном          | Перемога  |
| 2013                                                         | Приз журі лунатиків                                         | Плавець                        | Номінація |
| Лондонський кінофестиваль                                    |                                                             |                                |           |
| 2011                                                         | Найкращий фільм                                             | Щось не так з Кевіном          | Перемога  |
| Гавайський міжнародний кінофестиваль                         |                                                             |                                |           |
| 2011                                                         | Приз EuroCinema за найкращий фільм                          | Щось не так з Кевіном          | Номінація |
| 2011                                                         | Приз EuroCinema найкращому режисерові                       | Щось не так з Кевіном          | Перемога  |
| Премія «Боділ»                                               |                                                             |                                |           |
| 2013                                                         | Найкращий американський фільм                               | Щось не так з Кевіном          | Номінація |
| Міжнародна спільнота сінефілів                               |                                                             |                                |           |
| 2017                                                         | Найкращий режисер                                           | Ти ніколи не був тут насправді | Перемога  |